# Kentarō Itō
Kentaro Itō (伊藤 健太郎 Itō Kentarō?,  n. Hachiōji, Tokio, 3 de enero de 1974) es un seiyū, actor y narrador japonés. Está afiliado a Mausu Promotion.

## Filmografía
Los personajes principales se encuentran en negrita.

### Anime
- Ai no Kusabi - Riki
- Tales of Phantasia: The Animation - Chester Barklight
- Bleach - Renji Abarai
- Beelzebub - Hecatos
- Blood+ - Akihiro Okamura
- Busō Renkin - Washio
- Captain Tsubasa Road to Dream 2002 - Ken Wakashimazu
- Ayashi no Ceres - Yūhi Aogiri
- Chou sei Kantai Sazer-X - Fire Shogun Blaird
- Dai-Guard- Shunsuke Akagi
- Dragon Shadow Spell - Sig
- Doraemon: Zeusdesu Naida - Kumo-Kotojin
- Digimon Adventure - Yukidarumon
- Digimon Frontier - Katsuharu
- Flame of Recca - Minamio
- Fullmetal Alchemist - Barry el Destajador
- Gilgamesh - Fujisaki Isamu
- Gintama - Sasaki Tetsunosuke
- Golden Kamuy - Shiraishi Yoshitake
- Great Teacher Onizuka - Punk
- Hamtaro - Taisho-kun (Boss)
- Happiness! - Shinya Kamijyō
- Hikaru no Go- Tetsuo Kaga
- Hōshin Engi - Li Sei
- A Foreign Love Affair- Oumi Ranmaru
- Junjo Romantica- Hiroki Kamijo
- Junjo Romantica 2- Hiroki Kamijo
- Kyō Kara Maō! -Alford Markina (ep.19-20)
- Kiniro no Corda (also known as La Corda D'Oro) - Ryoutaro Tsuchiura
- Koutetsu Sangokushi - Shigi Taishiji
- Kuragehime - Sugimotchan
- The Law of Ueki - Guitar
- Majuu Zensen THE APOCALYPSE - Shin'ichi Kuruma
- Martian Successor Nadesico and Martian Successor Nadesico: The Prince of Darkness- Jun Aoi
- Rockman EXE series - Shadowman
- Rockman X4 - Rockman X
- Momoko Kaeru no Utaga Ki Koeruyo- Kuroki Senjou
- Naruto - Chōji Akimichi
- Needless - Teruyama Momiji
- Ryusei no Rockman - War-Rock
- Street Fighter - Yun Lee
- Saiunkoku Monogatari - Rou Ensei
- Super Doll★Licca-chan - Doll Isamu
- Soul Link - Shuhei
- Strange Dawn - Shall
- Superior Defender Gundam Force - Deathscythe
- Yowamushi Pedal - Tadokoro Jin
- Zombie-Loan - Asou Sotetsu
- demonbane - Kurou Daijuuji

### Temas para personajes
- Bleach Beat Collection - Renji Abarai
  - Rosa Rubicundior, Lilio Candidior
  - Standing To Defend You
  - Gomi Tamemitai na Machi de Oretachi wa Deatta

### Drama CD
- Bleach Volume 1: The Night Before The Execution - Renji Abarai
- Bleach Volume 2: Hanatarou's Lost Item - Renji Abarai
- Bleach Volume 3: The Night Before the Confusion - Renji Abarai
- Hana-Kimi - Kayashima Taiki
- Ai no kusabi 2007-08 - Riki

### Videojuegos
- Tales of Phantasia (a partir de la versión de PlayStation) - Chester Barklight
- Tales of the World: Nakiriri Dungeon 3 - Chester Barklight
- Tales of the World: Radiant Mithology - Chester Barklight
- Black Matrix - Zero
- Bleach: Blade Battlers - Renji Abarai
- Bleach: Blade Battlers 2 - Renji Abarai
- Bleach: Heat the Soul 2 - Renji Abarai
- Bleach: Heat The Soul 3 - Renji Abarai
- Bleach: Heat the Soul 4 - Renji Abarai
- Bleach: Shattered Blade - Renji Abarai
- Dragon Force (PS2 remake) - Mikhal of Izumo
- Star Ocean: The First Departure - Dorn Marto
- Naruto: Gekitou Ninja Taisen - Chouji Akimichi
- Naruto: Gekitou Ninja Taisen 2 - Chouji Akimichi
- Naruto: Gekitou Ninja Taisen 3 - Chouji Akimichi
- Naruto: Gekitou Ninja Taisen 4 - Chouji Akimichi
- Naruto Shippūden: Gekitou Ninja Taisen EX - Chouji Akimichi
- Naruto Shippūden: Gekitou Ninja Taisen EX 2 - Chouji Akimichi
- Naruto: Narutimate Hero - Chouji Akimichi
- Naruto: Narutimate Hero 2 - Chouji Akimichi
- Naruto: Narutimate Hero 3 - Chouji Akimichi
- Naruto: Narutimate Hero Portable - Chouji Akimichi
- Naruto: Narutimate Hero Portable 2 - Chouji Akimichi
- Naruto : Narutimate Accel - Chouji Akimichi
- Naruto: Narutimate Accel 2 - Chouji Akimichi
- Naruto: Ultimate Ninja 3 -Chouji Akimichi[5]
- Naruto: Ultimate Ninja Storm - Chouji Akimichi[5]
- Naruto: Rise of a Ninja - Chouji Akimichi[5]
- Naruto: The Brokend Bond - Chouji Akimichi[5]
- Ys: The Oath in Felghana - Chester Stoddart
- Ys vs. Sora no Kiseki: Alternative Saga - Chester Stoddart

### Juegos para PC
- Clannad - Tomoya Okazaki (Visual Novel)